# Kökarbådan
Kökarbådan är en klippa i Finland.   Den ligger i kommunen Pargas i landskapet Egentliga Finland, i den sydvästra delen av landet, 200 km väster om huvudstaden Helsingfors.
Terrängen runt Kökarbådan är mycket platt.